# Jason Earles
Jason Daniel Earles (født d. 26. april 1977) er en amerikansk skuespiller, som er bedst kendt for sin rolle som Jackson Stewart i Disney Channels tv-serie Hannah Montana.

## Tidlige liv
Earles blev født i San Diego, Californien. Efter at have boet i Ohio og staten Washington, flyttede hans familie til Oregon. I Oregon dimitterede han fra Glencoe High School i Hillsboro. Før han flytter til det sydlige Californien, boede Earles i Billings, Montana, hvor han dimitterede fra Rocky Mountain College i 2000.

## Filmografi
- National Treasure (2004) – Thomas Gates
- Special Ed (2005) – David som ung
- American Pie - Band Camp (2005) – Ernie Kaplowitz
- Gordon Glass (2007) – Chefen
- Space Buddies (2009) – Spudnick (stemme)
- Hannah Montana: The Movie (2009) – Jackson

### Tv-serier
- MADtv, afsnit 184 (2003) – Swirleys søn
- The Shield, afsnit 25 (2003) – Kyle
- Still Standing, afsnit 49 (2004) – Den Usynlige Goran
- One on One, afsnit 98 (2005) – Brad
- Phil fra fremtiden, afsnit 31 og 37 (2005-2006) – Grady Spaggett
- Hannah Montana, Jackson Stewart  (2006-2011)
- Shorty McShorts' Shorts, afsnit 17 (2007) – Shezow
- Boston Legal, afsnit 86 (2008) – Mitchy Weston
- Aaron Stone, Aaron Stones hjælper (2. sæson)
- Kickin' It, Rudy